# Pseudhammus occipitalis
Pseudhammus occipitalis là một loài bọ cánh cứng trong họ Cerambycidae.